# Drabescus nigrifemoratus
Drabescus nigrifemoratus är en insektsart som beskrevs av Matsumura 1905. Drabescus nigrifemoratus ingår i släktet Drabescus och familjen dvärgstritar. Inga underarter finns listade i Catalogue of Life.